# George Henry Falkiner Nuttall

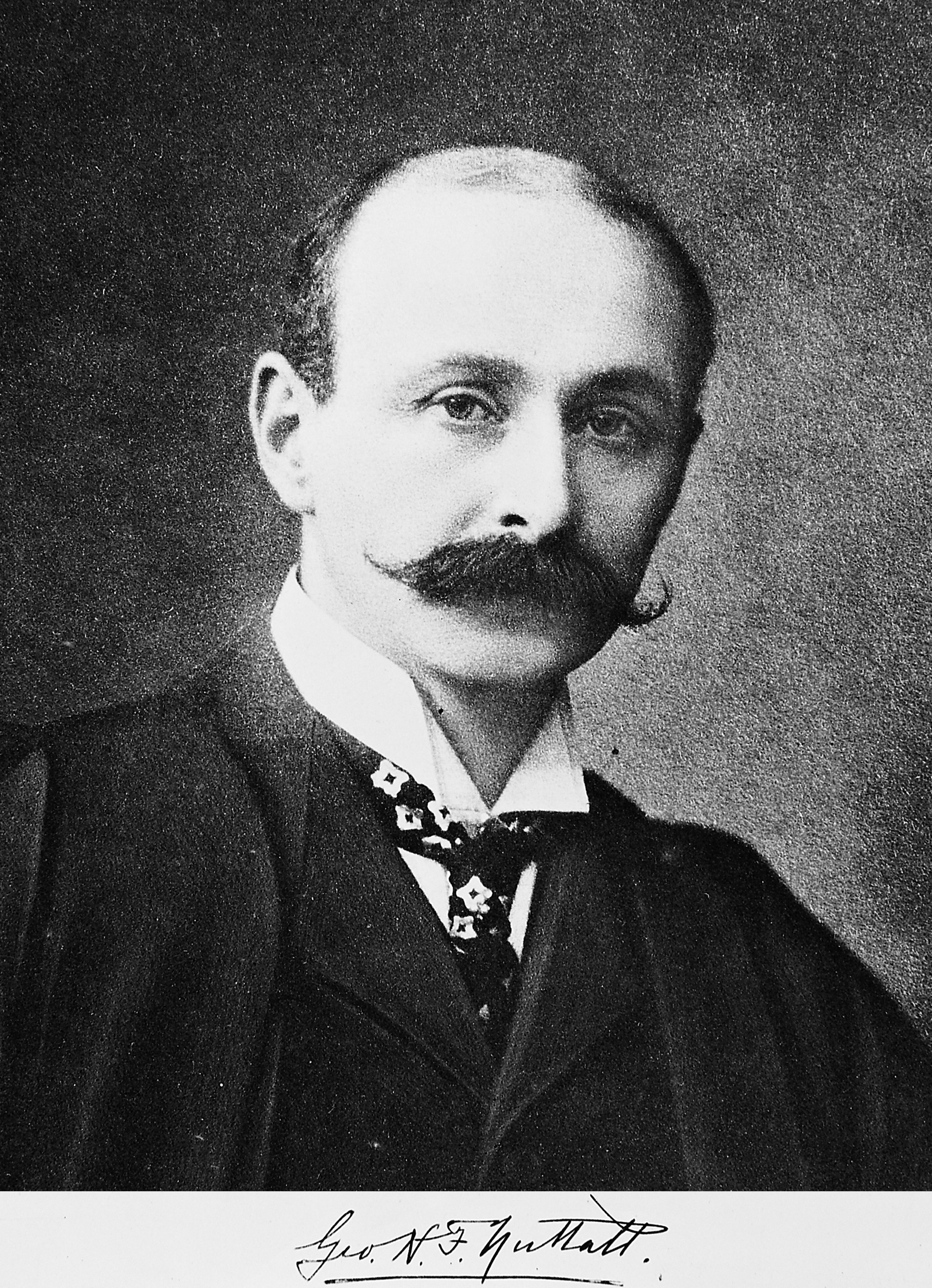
George Nuttall, 1906

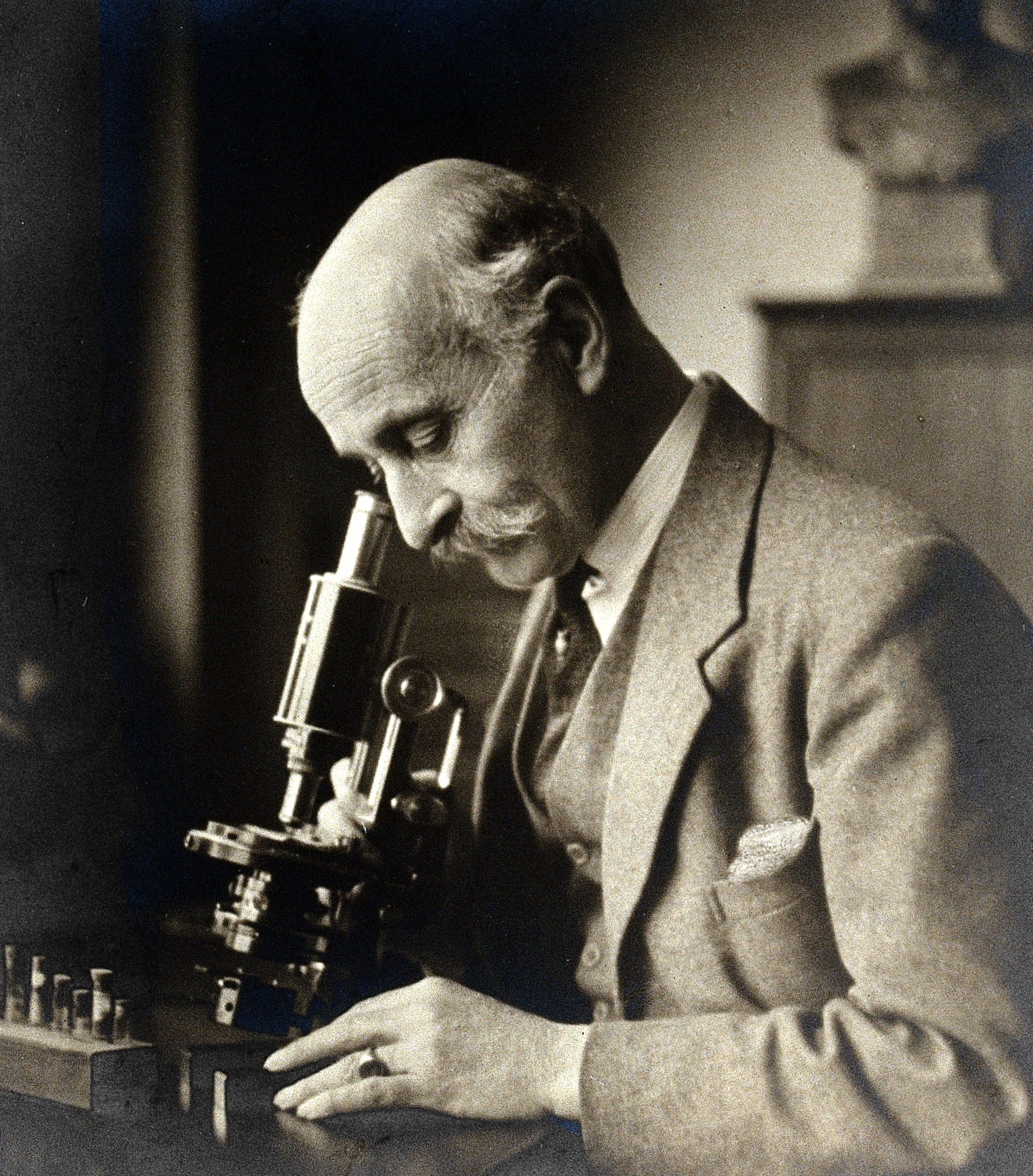
George Nuttall, 1931

George Henry Falkiner Nuttall (* 5. Juli 1862 in San Francisco; † 16. Dezember 1937 in London) war ein britischer Biologe, der sich auf den Gebieten der Parasitologie und Hygiene sehr verdient gemacht hat.

## Leben

### Jugend und Ausbildung
George Henry Falkiner Nuttall wurde als zweiter Sohn von Robert Kennedy Nuttall (1815–1881), einem Arzt aus Aberdeen, und Maria Magdalena Parrott Nuttall, geborene Parrott (1834–1911), aus San Francisco geboren. Seine ältere Schwester Zelia Maria Magdalena Nuttall (1857–1933) war eine Archäologin und Anthropologin. Sein Vater siedelte nach Australien um, später dann praktizierte er in San Francisco bis 1865 als Arzt. Darauf kehrte er nach Europa zurück. Nuttall erfuhr seine Grundausbildung in Großbritannien, Frankreich, Deutschland und der Schweiz. Ab dem Jahre 1878 studierte er in den USA an der University of California und erhielt dort 1884 die Doktortitel in Medizin und Philosophie.

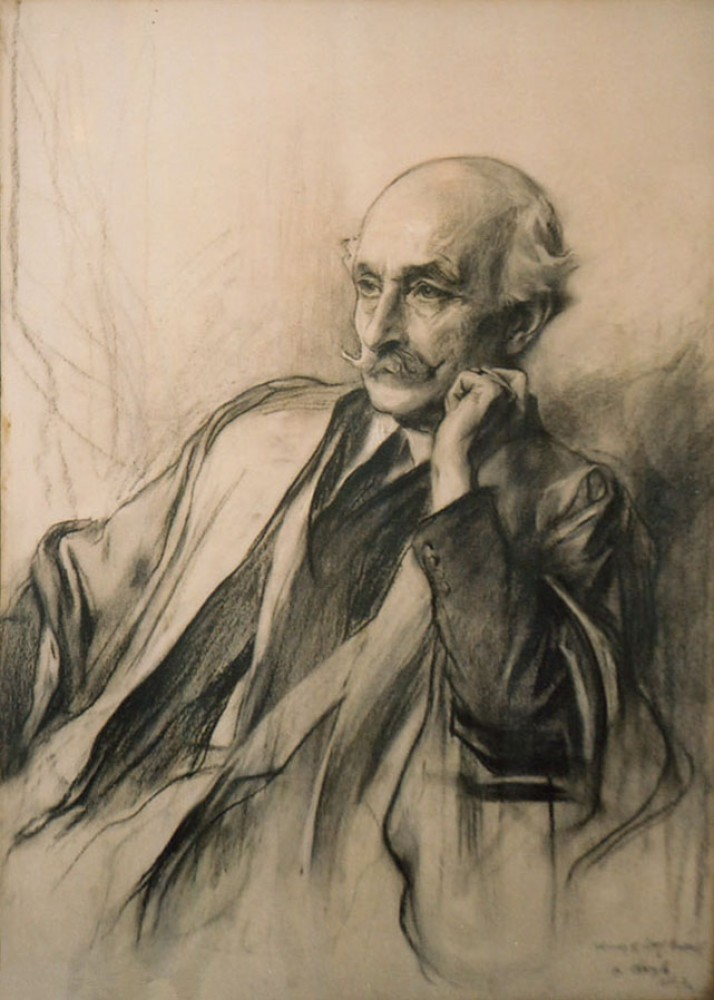
Porträt, Holzkohle auf Büttenpapier, Philip de László 1935, Magdalene College, Cambridge

### Berufliche Karriere
1885 wurde Nuttall an die Johns Hopkins University in Baltimore berufen, wo er mit Henry Newell Martin zusammenarbeitete. Nuttall lebte 1886 bis 1890 in Deutschland, erst in Breslau (heute Polen) und dann in Göttingen, wo er sich immer mehr für Botanik und Zoologie interessierte. Im Jahre 1891 kehrte er nach Baltimore zurück, wo er Assistent unter dem Pathologen Prof. William Henry Welch (1850–1934) wurde. Sie studierten zusammen die Gasproduktion durch Bacillus welchii, einem Stäbchenbakterium.
Im Jahre 1893 kehrte Nuttall erneut nach Europa zurück und assistierte Max Rubner (1854–1932) und Kurt Wolfgang Wolffhügel (1869–1951) am Institut für Hygiene in Göttingen und Berlin. Er heiratete 1895 Paula von Oertzen-Kittendorf (1873–1922).
Im Mai 1899 folgte er der Anfrage von Sir Thomas Clifford Allbutt (1836–1925), an der University of Cambridge Vorlesungen über Hygiene in der Medizin zu geben, womit er auch das Journal of Hygiene begründete. Mit mehreren anderen Forschern studierte er die Geschichte der Malaria in Großbritannien und die Verbreitung der Mücken aus der Gattung Anopheles. Aufgrund seiner Forschungen und der von Sir Patrick Manson (1844–1922) überzeugte er 1904 den Stab der Universität, die Studienrichtungen Hygiene und Tropenmedizin zu etablieren. Im selben Jahr noch verfasste er die Monographie Blood immunity and blood relationship, worin er unter anderem das Blut 600 verschiedener Tierarten mittels Immunpräzipitation analysierte. Die Möglichkeiten, die dadurch eröffnet wurden, kommen insbesondere der Phylogenese und Forensik zugute.
Im Mai 1906 wurde Nuttall Mitglied am College Christ Church und begann, im Lehramt tätig zu werden. Im Oktober desselben Jahres begründete er den Lehrstuhl für Biologie und wurde Mitglied am Magdalene College. Diesem Lehrstuhl wurde auch die Erforschung der Protozoa und der durch ihnen verursachten Krankheiten auferlegt. Somit begann Nuttall zusammen mit Cecil Warburton (1854–1958) und Louis Edward Robinson, die Krankheitsübertragungen durch Milben zu erforschen. Im Jahre 1908 begründete er das Journal Parasitology und war bis 1933 dessen Direktor. Während des Ersten Weltkriegs legte er besonderen Wert auf die Erforschung von Läusen. Wegen der schlechten Forschungsvoraussetzungen ersuchte er nach Mitteln, ein Institut für Parasitologie zu errichten. So erhielt er von der Familie Molteno (Percy Alport Molteno, 1861–1937) eine äußerst großzügige Spende und gründete das Molteno Institute of Biology and Parasitology für parasitologische Forschung, das offiziell 1921 eröffnet wurde. Im Jahre 1931 übergab er seinen Lehrstuhl an David Keilin (1887–1963) und wurde Professor emeritus.

## Auszeichnungen
Er erhielt Auszeichnungen von mehreren Universitäten. 1904 wurde er als Mitglied („Fellow“) in die Royal Society aufgenommen. Er erhielt den Kronenorden von König Leopold II. von Belgien und wurde zum Kommandeur der französischen Ehrenlegion ernannt. 1919 wurde er in die American Academy of Arts and Sciences gewählt. Im Jahr 1933 wurde er zum Mitglied der Leopoldina gewählt.

## Bibliografie (Auszug)
Nuttall veröffentlichte über 200 Publikationen.

### Werke
- George H. F. Nuttall: Beiträge zur Kenntniss der Immunität. Göttingen 1890.
- George H. F. Nuttall et al.: Blood immunity and blood relationship. Cambridge 1904.
- George H. F. Nuttall: Canine piroplasmosis. Cambridge 1904–07.
- George H. F. Nuttall et al.: The bacteriology of diphtheria. Cambridge 1908–13.
- George H. F. Nuttall et al.: Ticks. Cambridge 1908–26.

### Beiträge
- George H. F. Nuttall: On the role of insects, arachnids, and myriapods as carriers in the spread of bacterial and parasitic diseases of man and animals. In: Johns Hopkins Hospital Reports. Band 8:1/2, Baltimore 1899.
- George H. F. Nuttall: The Poisons Given Off by Parasitic Worms in Man and Animals. In: The American Naturalist. Band 33, Chicago 1899. ISSN 0003-0147
- George H. F. Nuttall: On the Formation of Specific Anti-Bodies in the Blood. In: The American Naturalist. Band 35, Chicago 1901. ISSN 0003-0147
- George H. F. Nuttall: Combating lousiness among soldiers and civilians. In: Parasitology. Band 10:4, Cambridge 1918. ISSN 0031-1820
- George H. F. Nuttall: Symbiosis in Animals and Plants. In: The American Naturalist. Band 57, Chicago 1923. ISSN 0003-0147